# Flor de Argelia (película de 1928)
Flor de Argelia (título original en francés: La maison du Maltais) es una película muda francesa de 1928 dirigida por Henri Fescourt y protagonizada por Marie-Louise Vois, Sylvio De Pedrelli, Louis Vonelly y el actor español Bonaventura Ibáñez. La película está basada en una novela escrita por Jean Vignaud.

## Reparto
- Marie-Louise Vois como Safia.
- Sylvio De Pedrelli como Matteo.
- Louis Vonelly como Joyero.
- Jeanne Marnier
- Lydia Zaréna
- André Nicolle
- Paul Francheschi
- Bonaventura Ibáñez como viejo maltés.
- Nita Álvarez
- Simone d'A-Lal
- Jean Godaret

## Argumento
El maltés Matteo, que aspira a una vida de total libertad, se convierte en un trabajador incansable por amor a la bailarina beduina Safia. Para satisfacer los caprichos de su amada, Matteo roba a su propio padre, pescador de perlas. Pero, una vez cometido el delito, Safia huye a París con un extranjero. El enamorado, enriquecido gracias fructíferos negocios después de haber vendido las perlas restantes, viaja a París para vengarse. Allí encuentra a Safia, cansada de su vida de placeres. Los amantes regresan a Túnez, donde el celoso Matteo pretende encerrarla en el mismo lugar donde anteriormente estuvo secuestrada su madre. Pero su padre le aconsejará que la perdone y, finalmente, Safia será feliz.